# NGC 3593
NGC 3593 ist eine linsenförmige Galaxie mit aktivem Galaxienkern im vom Hubble-Typ S0/a im Sternbild Löwe nördlich der Ekliptik. Sie ist schätzungsweise 24 Millionen Lichtjahre von der Milchstraße entfernt und hat einen Durchmesser von etwa 40.000 Lj.

Im selben Himmelsareal befinden sich u. a. die Galaxien IC 2646, IC 2652, IC 2654, IC 2660.
Aufgrund der außergewöhnlichen hohen Rate, mit der in der Galaxie neue Sterne entstehen, wird sie als Starburstgalaxie klassifiziert. Die Sternentstehung findet hauptsächlich in einem Ring um das Zentrum statt, von dem sich ein Spiralarm löst. Die Galaxie wird häufig, aber nicht immer der M66-Gruppe zugeordnet.
Eine weitere Besonderheit von NGC 3593 sind gegenläufig rotierende Sternenpopulationen. Die masseärmere, gegenläufig rotierende Sternpopulation ist etwa 1.6 ± 0.8 Milliarden Jahre jünger als die erste Sternpopulation der Galaxie. Eine Erklärung hierfür ist eine Gaszuströmung von außerhalb, in der sich dann Sterne bilden. Alternativ ist auch eine Verbindung zweier Galaxien denkbar.

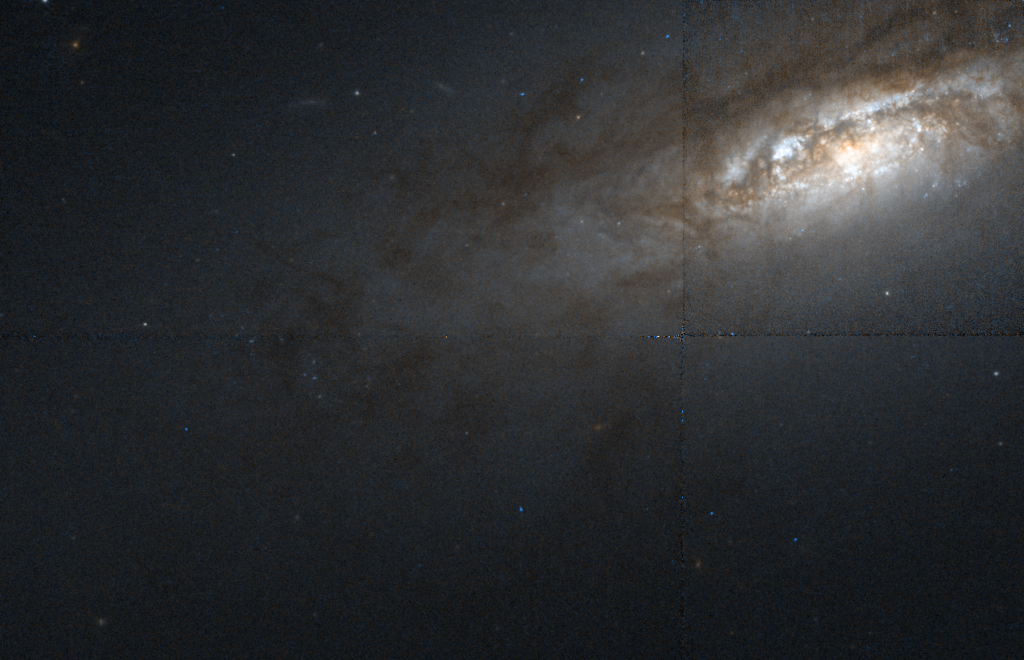
Aufnahme im sichtbaren Spektralbereich durch das Hubble-Weltraumteleskop

Das Objekt wurde am 12. April 1784 von William Herschel entdeckt wurde.